# 近纤维鳞毛蕨
近纤维鳞毛蕨（学名：Dryopteris fibrillosissima），为鳞毛蕨科鳞毛蕨属下的一个植物种。